# Saksild
Saksild es una localidad situada en el municipio de Odder, en la región de Jutlandia Central (Dinamarca), con una población estimada a principios de 2012 de unos 598 habitantes.
Se encuentra ubicada al este de la península de Jutlandia, a poca distancia al norte del fiordo de Horsens, junto a la costa del mar Báltico.